# Cabriola
Cabriola és una font escultòrica situada al pas d'Isadora Duncan, al costat del Pavelló Olímpic de la Vall d'Hebron, a Barcelona. Inaugurada el 7 de juliol de 1992, és obra de l'escultor Juan Enrique Bordes Caballero, en col·laboració amb els arquitectes Òscar Tusquets i Carlos Díaz. L'escultura és de bronze sobre base de pedra artificial negra. Forma part de les 8 fonts commemoratives dels Jocs Olímpics de Barcelona que aquest equip va elaborar.